# Taking Over
Taking Over drugi je studijski album thrash metal sastava Overkill. Album je objavljen u ožujku 1987. godine, a objavile su ga diskografske kuće Megaforce Records i Atlantic Records. Album je zadnji na kojem bubnjeve svira Rat Skates, koji je sastav napustio krajem 1987. godine, a zamijenio ga je Sid Falck. Također je prvi album koji objavljuje Atlantic, koji će objavljivati sve albume sastava do W.F.O. iz 1994. godine.

## Turneja i promocija
Overkill je bio na turneji manje od godinu dana za promociju Taking Over. Tijekom ožujka i travnja 1987. godine, bili su predgrupa Helloweenu na njihovoj Keeper of the Seven Keys Part I turneji u Europi, kao i Megadethu na njihovoj Peace Sells... but Who's Buying? turneji tijekom svibnja i lipnja. Overkill je bio glavni sastav tijekom srpnja i kolovoza, s Testamentom kao predgrupom.
Pjesme "Wrecking Crew" i "In Union We Stand" su bile svirane na skoro svakom koncertu Overkilla do danas. Smatraju se jednim od zaštitničkih pjesama sastava, a ime "Wrecking Crew" sastav također koristi za ime njihove službene web stranice (wreckingcrew.com).

## Popis pjesama
Tekstovi i glazba: Overkill. 
| 1. | »Deny the Cross«     | 4:43 |
| 2. | »Wrecking Crew«      | 4:32 |
| 3. | »Fear His Name«      | 5:24 |
| 4. | »Use Your Head«      | 4:19 |
| 5. | »Fatal if Swallowed« | 6:45 |

| Strana B | Strana B                                | Strana B | Strana B | Strana B | Strana B | Strana B | Strana B | Strana B | Strana B |
| Br.      | Skladba                                 | Trajanje |          |          |          |          |          |          |          |
| -------- | --------------------------------------- | -------- | -------- | -------- | -------- | -------- | -------- | -------- | -------- |
| 6.       | »Powersurge«                            | 4:36     |          |          |          |          |          |          |          |
| 7.       | »In Union We Stand«                     | 4:26     |          |          |          |          |          |          |          |
| 8.       | »Electro-Violence«                      | 3:45     |          |          |          |          |          |          |          |
| 9.       | »Overkill II (The Nightmare Continues)« | 7:07     |          |          |          |          |          |          |          |
| 45:35    |                                         |          |          |          |          |          |          |          |          |

## Recenzije
John Book na AllMusicu je albumu Taking Over dao četiri od pet zvjezdica, te je napisao "Ovaj sastav iz New Yorka, dobio je puno pozornosti zbog ovog albuma, iako slušajući ga opet, vokali Bobbyja "Blitza" Ellswortha su nekako gori nego što danas zvuče." Album je bio prvi Overkillov album koji je dospjeo na Billboard 200 ljestvicu, na kojoj se našao na 191. mjestu, te je tamo i ostao tjedan dana; no danas je drugi album sastava s najnižom pozicijom na toj ljestvici. Godine 2005., Taking Over smješten je na 450. mjesto u knjizi 500 najboljih Rock i Metal albuma ikad, časopisa Rock Hard.

## Zasluge
Overkill
- Bobby "Blitz" Ellsworth – vokali, producent
- D. D. Verni – bas-gitara, prateći vokali, producent
- Bobby Gustafson – gitara, producent
- Rat Skates – bubnjevi, producent

Ostalo osoblje
- Pat Calello – tipografija
- Jon Zazula – izvršni producent
- Alex Perialas – producent, inženjer zvuka
- Tom Coyne – mastering
- Dan Muro – fotografija, tipografija
- Stephen Innocenzi – mastering
- William Benson – slikanje
- Christie Mullen – fotografija
- Mike Vayenes – fotografija
- Ron Akiyama – fotografija